# Otites
Otites är ett släkte av tvåvingar. Otites ingår i familjen fläckflugor.

## Bildgalleri

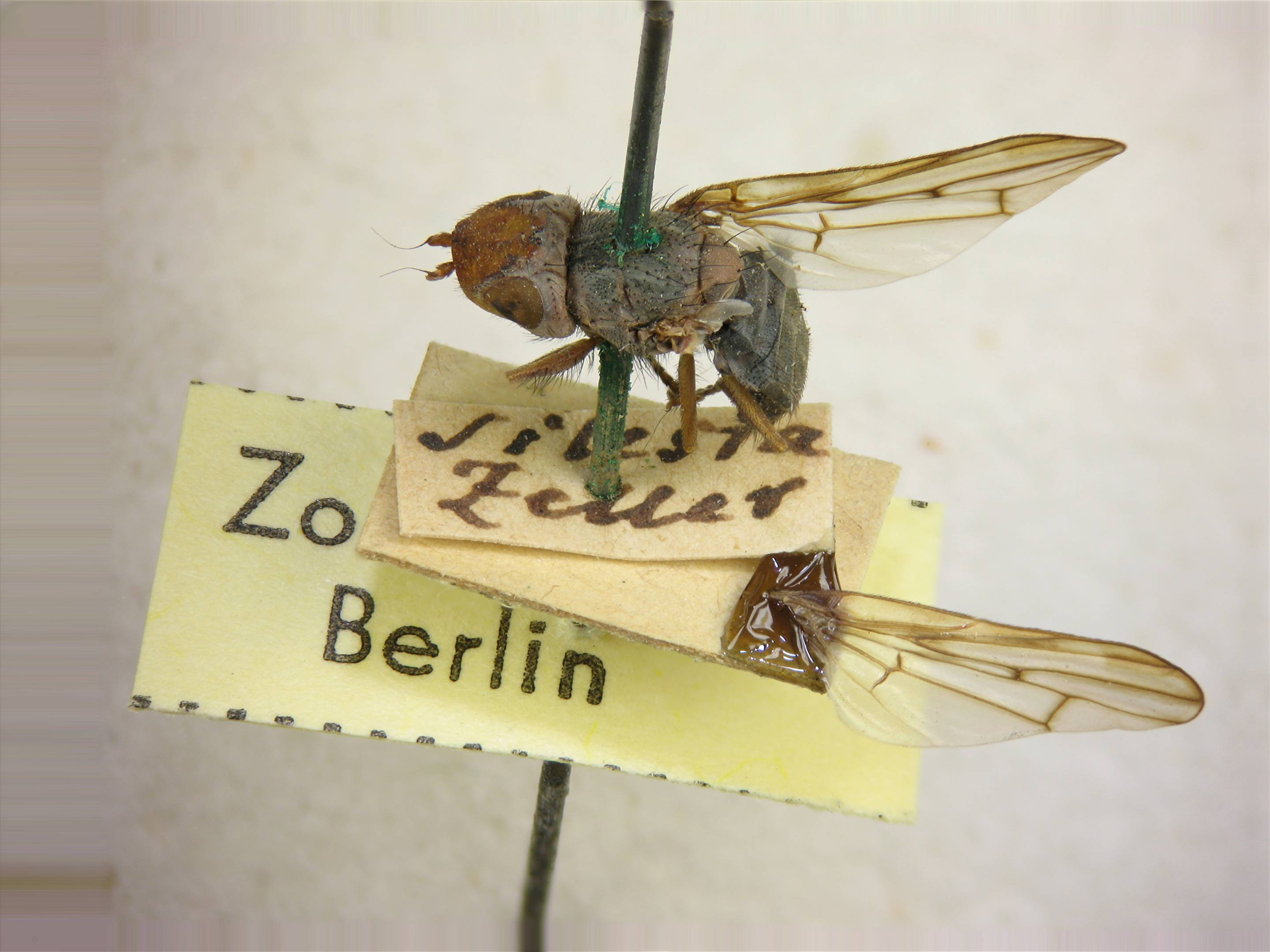

## Dottertaxa tillOtites, i alfabetisk ordning[1][2]
- Otites angustata
- Otites anthomyina
- Otites approximata
- Otites atripes
- Otites bacescui
- Otites bimaculata
- Otites bivittata
- Otites bradescui
- Otites caph
- Otites centralis
- Otites cinerosa
- Otites dominula
- Otites elegans
- Otites erythrocephala
- Otites erythrosceles
- Otites gradualis
- Otites grata
- Otites guttata
- Otites immaculata
- Otites lamed
- Otites levigata
- Otites maculipennis
- Otites michiganus
- Otites murina
- Otites muscescens
- Otites nebulosa
- Otites pictipennis
- Otites populicola
- Otites porca
- Otites pyrrhocephala
- Otites snowi
- Otites stigma
- Otites tangeriana
- Otites trimaculata